# Joseph Schuster (Sänger)

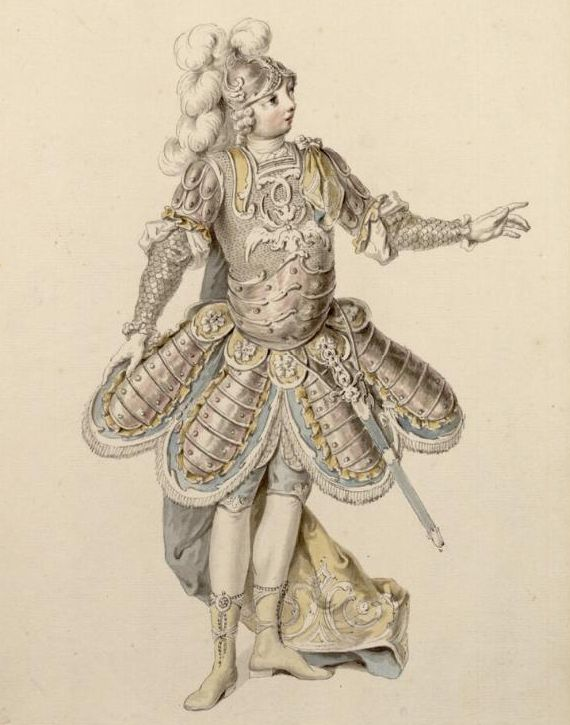
Arminio by Hasse (Dresden 1753) - VII. Tullo (Il Signor Schuster)

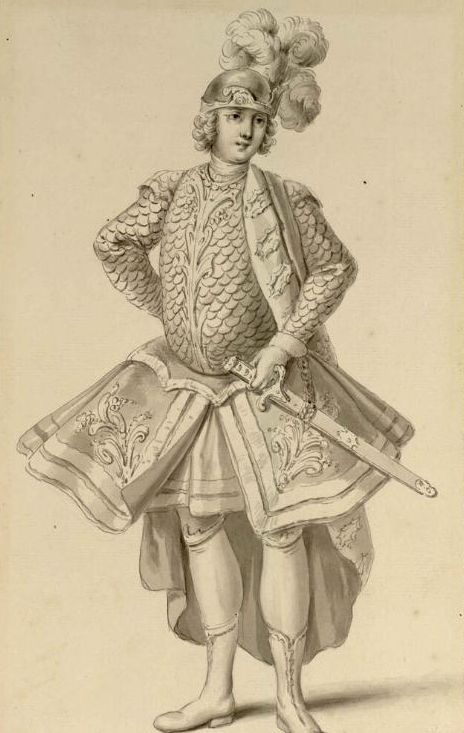
Antigono6 (Joseph Schuster) (Rolle unklar)

Joseph Schuster senior (* 4. Juni 1722 in Království, Herrschaft Šluknov; † 14. November 1784 in Dresden) war ein mährischer Opernsänger (Bass) und Ensemblemitglied am Hoftheater des Dresdner Kurfürsten. 

## Leben und Wirken
Er wurde am 14. Juni 1722 in Království, Herrschaft Sluknov (Königswalde bei Schluckenau), als Sohn eines Zimmermeisters geboren. Er bewarb sich erfolgreich um Aufnahme bei den Kapellknaben der Dresdner Katholischen Hofkirche und ist im Jesuiten-Diarium unter dem 3. Juni 1735 als „altista et organista“ belegt. Bei den Kapellknaben soll er von dem Sänger des Hoftheaters Domenico Annibali unterrichtet worden sein. Er blieb Mitglied der Kapellknaben bis zum 24. Juni 1740, als er infolge eingetretenen Stimmbruchs verabschiedet wurde.
1741 wurde er zusammen mit der Altistin Sophie Denner und dem Bassisten Biaggio Campagnari für ein Einstiegsgehalt von 600 Talern am Sächsischen Hoftheater als Sänger eingestellt. Für 1756 wird sein Salär mit 800 Talern angegeben. Damit verdiente Schuster im Vergleich zu seinen Gesangeskollegen, aber auch denen des Orchesters vergleichsweise wenig.
Er starb 1784 im Alter von 62 Jahren.
Joseph Schuster war Vater des später berühmt gewordenen Kapellmeisters Joseph Schuster (Jun.) (1748–1812), der als Komponist in Dresden bekannter als sein Vater wurde.

## Rollen
Am Hoftheater in Dresden wirkte Schuster in vielen Opern des Hofkomponisten Johann Adolph Hasse mit. Die erste Oper, für die er in der Besetzungsliste überliefert ist, war Hasses Lucio Papirio dittatore, der am 18. Januar 1742 den Karneval eröffnete.
Weitere Rollen:
- Lucio Papirio dittatore (Hasse, Dresden 1742) – Servilio
- Antigono (Hasse, Dresden 1744) – Clearco[5]
- La clemenza di Tito (Hasse, Dresden 1746) – Publio[6]
- Attilio Regolo (Hasse, Dresden 1750) – Licinio
- Arminio (Hasse, Dresden 1753) – Tullo